# La mirada de Ulises
La mirada de Ulises es una película griega dirigida por Theo Angelopoulos en el año 1995.

## Argumento
La historia se sitúa en la guerra de Bosnia, y es considerada por muchos seguidores de Theo su mejor película.
Un cineasta griego regresa a su ciudad natal para emprender un viaje en busca de tres bobinas sin revelar que contienen la mirada inocente de los pioneros del cine griego, la primera mirada. Se trata pues de un viaje a los orígenes del cine. Durante el viaje Theo retrata poéticamente la vieja Europa, congelándola con símbolos concretos de su presente desmembración. En la cinta aparecen referencias concretas a La Odisea de Homero. Por ejemplo, en la película una voz pregunta ¿quien es? y desde el barco en el cual viaja una estatua de Lenin, responden "nadie". En el canto IX de la Odisea 364 podemos leer "—¡Cíclope! Preguntas cual es mi nombre ilustre y voy a decírtelo pero dame el presente de hospitalidad que me has prometido. Mi nombre es Nadie; y Nadie me llaman mi madre, mi padre y mis compañeros todos". o de Theo Angelopoulos, llega a su ciudad natal después de haber pasado un tiempo en el exilio. Su última película se proyecta sobre las fachadas de los edificios y eso ha dividido a la ciudad. Pero esa ciudad no es la Ítaca que Angelopoulos busca. En este relato, Ítaca se ve representada por tres bobinas de negativo aún sin revelar que el protagonista buscará a lo largo del metraje de la película. Dar luz a esa primera mirada del cine griego es la meta del protagonista; pero, como en la Odisea de Homero, más importante incluso que llegar a Ítaca (revelar las tres bobinas) es el viaje que eso conlleva. Angelopoulos busca esa primera mirada por los territorios de la antigua Grecia, mostrando la desmembración y los conflictos de la Europa del Este a lo largo de la década de los noventa.
En esta libre reconstrucción de la Odisea, debemos prestar atención al papel que juegan las mujeres. En la película de Angelopoulos, Penélope, Circe, Calipso y Nausícaa se ven representadas por la misma actriz (Maïa Morgenstein). Otra referencia muy clara al poema épico de Homero es el uso de la niebla. Homero usa la niebla para que, al llegar a Ítaca, Ulises no pueda reconocer la ciudad que le vio nacer. En La mirada de Ulises, la niebla aparece también justo antes de que los químicos revelen el negativo de las tres bobinas.  
Otra referencia visible en la película es a la obra Ulises de James Joyce.

## Premios obtenidos
- Gran Premio del Jurado y Premio Fipresci de la Crítica Internacional, Festival de Cannes, 1995.
- Nastro d’Argento de la crítica italiana al mejor director extranjero.
- Premio Sant Jordi a la mejor película extranjera, 1996.
- Nominación al Premio Goya, a la mejor película europea, 1996.[4]
- Premio Turia a la mejor película extranjera, 1997.